# Lepa Mlađenović
Lepa Mlađenović (Beograd, 9. studenog 1954.), jugoslavenska i srbijanska je feministička, lezbijska i antiratna aktivistica poznata kao jedna od pionirki drugog vala feminističkog pokreta u Srbiji.
Feministička je savjetnica za žene koje su preživjele muško nasilje ili lezbofobiju, facilitatorica radionica, spisateljica, predavačica i aktivna članica nekoliko međunarodnih odbora i mreža vezanih za lezbijska prava i nasilje nad ženama. Lepu Mlađenović smatraju simbolom ženskog aktivizma u bivšoj SFR Jugoslaviji. Živi u Beogradu.

## Životopis
Lepa Mlađenović je rođena u Beogradu 1954. godine. Svoje djetinjstvo i ljetne praznike je provodila u Sarajevu i na Jadranskome moru. Diplomirala je na Filozofskom fakultetu na Odsjeku za Psihologiju na Sveučilištu u Beogradu 1980. godine. Tokom studija usprotivila se rigidnom obrazovnom sistemu pišući prosvjedna pisma profesorima, kritizirajući konzervativna pravila koja nisu služila u svhu osnaživanja studenata. Prvi društveni pokret u kojemu aktivno učestvuje je Mreža Alternativa psihijatriji, čiji je cilj bio da se psihijatrija deinstitucionalizuje kao institucija nasilja i isključivanja. Odlazila je na njihove sastanke u Trst, Rim, Bremen i Sevilju stopirajući. Godine 1983. Lepa Mlađenović je bila inicijatorka i jedan od organizatora trodnevne Međunarodne konferencije "Psihijatrija i društvo" održane u Studentskom kulturnom centru u Beogradu. Poslije je volontirala u centrima za Mentalno zdravlje u Trstu i pisala o demokracijskoj psihijatriji u Italiji, kao i u terapijskim centrima organizacije Arbours u Londonu koja je proizašla iz antipsihijatrijskog pokreta.

### Feministički i antiratni aktivizam
Feministički aktivizam Lepe Mlađenović počeo je 1978. kada je učestvovala na prvoj međunarodnoj ženskoj konferenciji "DRUG-ca Žena", organizovanoj od feministica Jugoslavije i održanoj u Studentskom kulturnom centru u Beogradu. Skup je bio prekretnica za feministice i povijest civilnog društva u tadašnjoj Jugoslaviji. Godine 1982. Lepa Mlađenović je zajedno sa Sonjom Drljević, Sofijom Trivunac, Linom Vuškovič, Verom Smiljanić, Nadeždom Ćetković, Ljiljanom Gaković, Žaranom Papić, Radom Iveković, Borkom Pavićević i Jasminom Tešanović u Beogradu osnovala feminističku skupinu "Žena i društvo". 1986. godine je Lepa Mlađenović organizovala feminističku grupu samo za žene u sklopu feminističke skupine "Žena i društvo" koja se bazirala na modelu samosvjesnosti.
Lepa Mlađenović je bila jedna od sudionica prvog jugoslavenskog feminističkog susreta u Ljubljani 1987. koji su organizovale feministička organizacija LILIT i lezbijska organizacija LILIT LL iz Slovenije. Skup je podstakao sestrinstvo, razmjenu, podršku za ženski aktivizam, diskusiju o nasilju nad ženama, žensko reproduktivno zdravlje, žensku umjetnost i kulturu te su se javile i prve inicijative o lezbijskom organiziranju. Godine 1990. Lepa Mlađenović je u Beogradu zajedno s drugim feministicama iz feminističke skupine "Žena i društvo" osnovala SOS telefon za žene i djecu žrtve nasilja gdje je radila kao koordinatorica i savjetnica ženama koje su preživjele muško nasilje, a poslije je također radila i sa ženama žrtvama rata.
Staša Zajović i još nekoliko žena koje su bile feministice i antiratne aktivistice 1991. su osnovale Žene u crnom. Lepa Mlađenović im se također pridružila prvoga dana. Žene u crnom kao antiratna i feministička organizacija iz Beograda su se svakog tjedna sastajale na stajanjima na ulicama Beograda, i na taj način se suprotstavljale srbijanskom režimu. Poslije su postale dio međunarodne mreže Žena u crnom. Prvo stajanje Žena u crnom se desilo 9. listopada 1991.
U periodu od 1992. do 2012. Lepa Mlađenović je radila kao edukatorica za žensko savjetovanje u radu sa ženama koje su preživjele muško nasilje u Bosni i Hercegovini, Hrvatskoj i Mađarskoj. Lepa Mlađenović je skupa s drugim feministicama volonterkama SOS telefona 1993. godine osnovala Autonomni ženski centar u kome je do 2011. godine djelovala kao psihološka savjetnica i koordinatorica savjetodavnog tima, te članica koordinacijskog odbora. Lepa Mlađenović je od 2000. do danas bila sudionicom i moderatoricom nekoliko desetina radionica za žene i grupa podrške za žene preživjele muško nasilje. Također je facilitatorica radionica o iskustvima za emocionalnu pismenost aktivista, a naročito lezbijki na Balkanu.

### Lezbijski aktivizam
Lepa Mlađenović je bila jedna od dvije učesnice iz SFR Jugoslavije na ILIS (Internacionalni lezbijski informacijski servis) konferenciji koja se održala 1986. godine u Genevi. Druga sudionica iz Jugoslavije bila je Suzana Tratnik. Lepa Mlađenović, Dejan Nebrigić i još nekoliko aktivista su 1990. godine osnovali prvu gej i lezbijsku organizaciju Arkadija - gej i lezbejski lobi koja je bila aktivna do 1997. godine. Mlađenovićeva je osoba koja se javno deklarirala kao lezbijka na nacionalnom TV servisu 1994. godine kada je predstavljala lezbijsku i gej organizaciju Arkadija. Godine 1995. zajedno s još nekoliko lezbijskih aktivistkica iz gej i lezbijske organizacije Arkadija Lepa Mlađenoviću Beogradu osniva lezbijsku organizaciju Labris. Lepa Mlađenović je 2001. godine o iskustvu i svome radu rekla:
Napisala bih pismo solidarnosti i poslala ga u paketu nepoznatoj ženi u Sarajevu znajući da je pod opsadom i mjesecima svakodnevno i brinula bih o tome da li bi je bilo sramota da jednog dana vidi lezbijku koja joj je pisala pismo pred svojim vratima? Zašto je uvijek bilo teško reći da je pojedina humanitarna pomoć stizala od lezbijki?
Lepa Mlađenović je ispred Labrisa bila jedna od organizatorica i sudionica Prve lezbijske nedjelje održane u Sloveniji 1997. u organizaciji feminističke lezbijske grupe Kasandra iz Slovenije. Učestvovalo je ukupno 45 osoba iz Novog Sada, Beograda, Maribora, Skoplja, Zagreba, Prištine, Splita i Ljubljane. Ovaj događaj je bio prekretnica i početak kontinuirane regionalne feminističke suradnje. Lezbijska nedjelja je okupila lezbijske aktivistice i lezbijke oko zajedničkih tema značajnih za lezbijsko postojanje. Druga lezbijska nedjelja održala se u Somboru, u Vojvodini 2000. u organizaciji Labrisa. Treća lezbijska nedjelja je bila u Novom Sadu 2004. godine također u organizaciji Labrisa, i četvrta lezbejska nedjelja je bila organizovana 2011. godine.
Lepa Mlađenović je bila jedna od organizatora prve Povorke ponosa u Beogradu 2001. godine. Od 1992. do 2012. godine Lepa Mlađenović aktivna članica i predavačica u Centru za ženske studije u Beogradu. Autorica je nekoliko eseja o ratnim silovanjima, nasilju nad ženama, lezbijskim pravima, lezbijkama u ratu, femicidu, feminističkom pristupu tranzicijskoj pravdi, ženskoj solidarnosti i emocionalnoj pismenosti. Godine 2012. godine Lepa Mlađenović je zajedno s nekoliko savjetnica za lezbijke pokrenula SOS telefon za lezbijke gdje radi kao facilitatorica radionica i psihološka savjetnica.

## Djela
- Uvod u principe i pojam 'emotivna pismenost': feministički pristup mogućnosti upravljanja našim emotivnim reakcijama (Beograd, 2011)
- Slušam verujem nežno: kako razgovarati sa partnericom i prijateljicom koja je preživela nasilje (Novi Sad, 2011)
- Međunarodni feministički mirovni pokret koji je doveo do Rezolucije 1325, suoatorica s Biljanom Branković (Beograd, 2013)
- Emocije menjaju rad mozga: feministički pristup neurobiologiji traume silovanja (Beograd, 2020)

## Nagrade i priznanja
Lepa Mlađenović je dobitnica međunarodne nagrade Felipa de Souza koju joj je 1994. dodijelila organizacija OutRight Action International za njen doprinos i aktivistički rad u polju LGBT ljudskih prava. Nagrada joj je uručena 1994. godine na obilježavanju Pride Celebrationa u New Yorku. Na ceremoniji dodjele Mlađenovićeva je rekla: "Mjesto iz kojeg sam došla, nije nacija u kojoj sam rođena, već izgubljena lezbijska zemlja koju nikada nisam imala - ali uspjet ću da je stvorim, nekako". Godine 2011. novosadska lezbijska organizacija (NLO) otvorila je lezbijsku, feminističku i radikalnu antifašističku čitaonicu koja je dobila naziv "Lepa Mlađenović". Lezbijsku čitaonicu pokrenula je feministica, aktivistica i profesorica Isabel Markus iz Sjedinjenih Američkih Država i aktivistice novosadske lezbijske organizacije (NLO) želeći time odati priznanje Lepoj Mlađenović za njen doprinos i rad u lezbijskoj i feminističkoj zajednici u Novom Sadu i šire.
Lepa Mlađenović je 2013. dobila Nagradu za žene - Anne Klein, koju joj je uručila Heinrich Böll Stiftung. Dodjela nagrada održana je iste godine u Berlinu, što je Lepa Mlađenović iskoristila i kao priliku da organizira lezbijsku studijsku posjetu došavši u Berlin s 22 lezbijke i aktivistice iz cijelog regiona.

## Vanjske povezice
- Lepa Mlađenović